# Võru (município rural)
Võru (em estoniano:  Võru vald) é um município rural estoniano localizado na região de Võrumaa.